# 21 (Adele-album)
A 21 Adele angol énekesnő-dalszerző második stúdióalbuma, melyet 2011. január 24-én adott ki az XL Recordings Európában, és február 22-én a Columbia Records Észak-Amerikában. Az albumot az énekesnő életkoráról nevezték el. A 21 osztozik a 2008-as 19 című debütáló album Motown/soul hatásain, de az amerikai country és southern blues zenéből is merít, amelyet Adele az An Evening with Adele című turnéjának észak-amerikai szakasza alatt kezdett el hallgatni. Az album az énekesnő akkori párjától való különválását követően készült, és a szívfájdalom, a gyógyulás, az önvizsgálat és a megbocsátás témáit járja körül.
Adele 2009 áprilisában kezdte el írni a 21-et, amikor még abban a párkapcsolatban élt, amely később a lemezt ihlette. Debütáló albumának merengő hangzásától eltérve egy vidámabb és modernebb folytatást akart komponálni. A stúdiómunkálatok azonban inspiráció hiányában idő előtt véget értek. Kapcsolatának felbomlása után azonnal folytatta a produceri munkát, szívfájdalmát és depresszióját pedig dalaiba öntötte. Adele különböző dalszerzőkkel és producerekkel dolgozott együtt, köztük a Columbia Records akkori társelnökével, Rick Rubinnal, Paul Epworth-szel, Ryan Tedderrel, Jim Abbissel és Dan Wilsonnal.
A 21 váratlan siker lett, megcáfolta Adele független lemezkiadójának, az XL-nek szerény kereskedelmi elvárásait. Több mint 30 országban vezette a lemezlistákat, és 2011-ben és 2012-ben is a világ legkelendőbb albuma volt, ami hozzájárult a globális zeneipar hanyatló eladásainak újjáélesztéséhez. Az Egyesült Királyságban a 21. század legkelendőbb albuma, minden idők negyedik legkelendőbb albuma, és minden idők legkelendőbb szólóalbuma, míg 23 hetes listavezetése a brit albumlistán a leghosszabb, amit női szólóelőadó valaha elért. Az Egyesült Államokban ez minden idők legjobban teljesítő albuma a Billboard 200-as listán, amely 24 héten át tartotta a vezető pozíciót, tovább, mint bármely más album 1985 óta, és a Billboard 200 történetében a leghosszabb ideig regnáló album női szóló előadótól. Az Amerikai Hanglemezgyártók Szövetsége (RIAA) gyémánt minősítést adott neki, ami több mint 10 millió eladott példányt jelent az Egyesült Államokban. Emellett a promóciója során megjelent öt kislemezből három – a Rolling in the Deep, a Someone like You és a Set Fire to the Rain – nemzetközi listavezető dal lett, míg a Rumour Has It Észak-Amerikában és Európában a Top 20-ban szerepelt. A 21 világszerte több mint 31 millió eladott példányával a 21. század legkelendőbb albuma, összességében pedig minden idők egyik legsikeresebb albuma.
A visszafogott produkció, a vintage hangzás és Adele énekesi teljesítménye miatt dicsért 21-et 2011-ben jelölték a Mercury-díjra, 2012-ben pedig elnyerte Az év albumának járó Grammy-díjat és Az év brit albumának járó Brit-díjat. Azóta a Rolling Stone magazin Minden idők 500 legjobb albuma közé sorolta, és bekerült az 1001 lemez, amit hallanod kell, mielőtt meghalsz című könyvbe.

## Dalszerzés és produkciós munkák

### Kezdeti szakasz
2009 áprilisában a 20 éves Adele, aki nemrég kezdte meg első komoly kapcsolatát egy nála 10 évvel idősebb férfival, elkezdte komponálni a 2008-as 19 című debütáló albumának folytatását. Válaszul arra, hogy a média "öreg léleknek" titulálta őt a dalainak vintage produkciója és szentimentális jellege miatt, Adele egy sokkal vidámabb és modernebb második album mellett döntött. A stúdiómunkálatok azonban általában nem voltak eredményesek, és két hét után csak egy dalt vettek fel az énekesnő megelégedésére - a Jim Abbiss által producált Take It Allt, egy szerelmes zongoraballadát, amely nem különbözik a 19 albumon szereplő daloktól. Kiábrándulva az inspiráció hiányától és a stúdiómunkálatok lassú előrehaladásától, lemondta a hátralévő felvételi időpontokat.
Adele a Take It Allt 18 hónapos kapcsolatának egy nehéz pillanatában írta, amely nem sokkal azután ért véget, hogy először játszotta el ezt a dalt a barátjának. Megtört szívvel, de zeneileg felpezsdülve Adele az érzelmek rohamát a zenébe vezette, és olyan dalokat alkotott, amelyek a bosszúálló exszerető, a megtört szívű áldozat és a nosztalgikus régi szerelem szemszögéből vizsgálták a meghiúsult kapcsolatát.

### Felvételek Epworth-szel, Smith-szel és Tedderrel
Az album írása nem sokkal azután kezdődött, hogy Adele elvált szerelmétől. A szakítást követő egy napon belül felvette a kapcsolatot Paul Epworth producerrel, azzal a szándékkal, hogy egy dalban örökítse meg érzelmeit: „Az előző este hevesen összevesztünk... Forrongtam. Aztán bementem a stúdióba és sikoltoztam.” Bár eredetileg egy balladát tervezett befejezni, amelyet több mint egy évvel ezelőtt kezdett el írni Epworth-szel, a producer azt javasolta, hogy agresszívabb hangzásra törekedjen. Együtt átstrukturálták a dalt és újraírták a szöveget, hogy tükrözze Adele nemrégiben szerzett tapasztalatait, és a Rolling in the Deep cím mellett döntöttek. A hangszerelés organikusan alakult - miután különböző jazz riffeket próbálgatott, Adele az első versszakot a cappella próbálta ki, ami Epworth-ot arra inspirálta, hogy improvizáljon egy dallamot az akusztikus gitárján. Egy dübörgő dobütést állítottak be, hogy imitálja szapora szívverését. Két nap alatt felvették a demót, amelyet még abban az évben a Columbia Records társelnöke, Rick Rubin készített el. Adele azonban hónapokkal később újra felkereste Epworth-t, hogy befejezze a dal produkcióját.
Fraser T Smith brit producer felidézte, hogy hasonló utat járt be, amikor Adele-lel összeállt, hogy a későbbi harmadik kislemezt, a Set Fire to the Raint megkomponálja a londoni MyAudiotonic stúdiójában. Miután ők ketten elkészítették a demót, Adele újra felkereste társszerzőjét, hogy a tervezett producer, Rick Rubin helyett vele vegye fel a dalt. Smith úgy gondolta, hogy Adele első próbálkozása jobb, mint a későbbi felvételek, és a demót használta fel a dal végleges produkciójaként, élő dobhangokkal és egy kidolgozott vonós szekcióval kiegészítve (melyet Rosie Danvers brit zenész hangszerelt).
Két dal demófelvételével Adele megkereste Ryan Tedder amerikai zenészt és OneRepublic frontemberét, aki éppen Londonban tartózkodott egy rádióműsor miatt. Tedder érdeklődést mutatott az énekesnővel való együttműködés iránt, miután februárban, a 2009-es Grammy-díjátadón találkoztak. Négy órával korábban érkezett az első stúdiómunkára, hogy időt nyerjen, és jobban megismerkedjen a művésznő néhány korábbi munkájával. Bár nem volt tisztában Adele személyes nehézségeivel, megkomponálta a nyitó zongoraszekvenciát és az első néhány sort a Turning Tables című szerelmes balladához: „Elég közel ahhoz, hogy háborút kezdjünk/Minden, amim van, a padlón van”. Véletlenül ez tökéletesen megragadta az énekesnő élményeit, aki pillanatokkal azután érkezett a stúdióba, hogy ismét összeveszett egykori szeretőjével. Dühös és összeszedetlen volt, elítélte volt szerelme azon hajlamát, hogy vitáik során "ellene fordul", és Tedder úgy döntött, hogy erre a kifejezésre utal a dal szövegében. Adele másnap vette fel a demót Jim Abbissel.
Adele és Tedder megbeszéltek egy második találkozót, és hetekkel később újra összeültek a Los Angeles-i Serenity West stúdióban, hogy megírják és felvegyék a Rumour Has It című dalt. Egy interjúban Tedder felidézte, mennyire meglepte az énekesnő muzikalitása és énekesi képességei, miután 10 perc alatt befejezte a dal fő vokálját: „Egyszer énekelte el az elejétől a végéig, tökéletes hangmagassággal, nem hagyott ki egy hangot sem. Ránéztem a hangmérnökre, aztán rá, és azt mondtam: 'Adele, nem tudom, mit mondjak, de tíz éve nem volt még olyan, aki ezt megcsinálta volna.”

### Felvételek Rubinnal, Wells-szel, és Wilsonnal

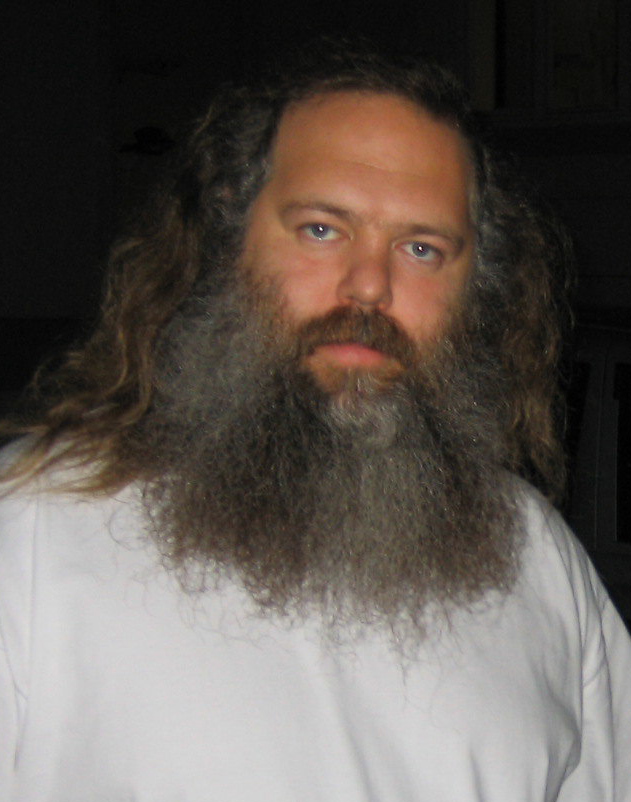
A Columbia Records társelnöke, Rick Rubin, aki a „letisztult” hangzásáról és a stúdióban alkalmazott unortodox megközelítéséről ismert, volt az album egyik fő producere.

Miután Smith-szel, Tedderrel és Epworth-szel dolgozott, Adele az Egyesült Államokba utazott az album további munkálataihoz. A Columbia Records csoportjának elnöke, Ashley Newton javaslatára találkozott Greg Wells dalszerzővel a Los Angeles-i Culver Cityben található stúdiójában, ahol közösen írták a One and Only című gospeles hangvételű balladát. A dal egy 6/8-os ütemű, négy akkordos zongoraprogresszióból fejlődött ki, amelyet Wells még az énekesnővel való találkozás előtt álmodott meg. A szöveg, amely az énekesnő új szerelmének szólt, gyorsan összeállt, és később Dan Wilsonnal fejezték be, akivel a Someone like You-t is megkomponálták. 2008-ban Adele szereplése az NBC Saturday Night Live című szkeccs-komédia show-jában felkeltette Rick Rubin producer figyelmét. Az album készítésének kezdeti szakaszában Rubin az album egyedüli producereként szerződött le, és a tervek szerint ő lett volna az összes dal producere. Az Epworth-szel, Smith-szel és Tedderrel felvett demókat (köztük a Rolling in the Deepet és a Set Fire to the Raint) később Rubin újra felvette, amikor 2010 áprilisában találkozott vele a kaliforniai Malibuban található Shangri-La stúdiójában.
A rendhagyó produceri stílusáról elhíresült Rubin az énekesnőt a komfortzónáján kívülre szorította, és annak ellenére, hogy Adele vonzódott a rendhagyó módszereihez, a producerrel való közös munkát ijesztőnek nevezte. 2008-2009-ben Rubin számos koncertjén részt vett, és egy Hollywood Bowl-előadás után megkereste, hogy megdicsérje élő hangzását. Amikor Malibuban találkoztak, megkísérelte „élő show-ját átragasztani a lemezére”, és egy csapat zenészt - köztük Chris Dave dobost, Matt Sweeney gitárost, James Poyser zongoristát és Pino Palladino basszusgitárost - gyűjtött össze, hogy élő hangszereléssel járuljanak hozzá a felvételekhez. A zenei minták és elektronikus hangszerek használata ellen is döntött. A zenélés szabadabb megközelítésének szószólója, Rubin a zene mögött rejlő hangulatokra és érzésekre hagyatkozott, hogy a dalok hangszeres és dallamszerelését a zene mögötti hangulatokra és érzésekre irányítsa. Elszigetelte az énekesnőt a stúdióban, és arra ösztönözte őt, valamint zenészcsapatát, hogy spontánabbul és kevésbé visszafogottan közelítsék meg a produkciós folyamatot. Az énekesnő még arra is visszaemlékezett, hogy néhány dal felvétele közben könnyekig meghatotta a zenészeket és a produkciós csapatot. Egy interjúban nyilatkozott a felvételek jellegéről:
„Éneklése olyan erős és szívszorító volt a stúdióban, hogy egyértelmű volt, valami nagyon különleges dolog történik ... A zenészeket megihlette, hiszen ritkán van lehetőségük a művész jelenlétében játszani, nemhogy énekelni ... Manapság a legtöbb dolgot overdubként veszik fel a sávra. Ez valóban egy interaktív pillanat volt, ahol a zenészek egyike sem tudta pontosan, hogy mit fog játszani, és mindannyian nagyon, nagyon, nagyon mélyen és teljesen figyeltek, hogy kitalálják, hova illeszkednek ... az összes játék Adele felháborító énekesi teljesítményének érzelmeit vette alapul.”
Miután Rubinnal felvették az albumot, Adele elégedetlen volt sok dallal. Végül úgy döntött, hogy a legtöbb elkészült munkát elveti a más producerekkel, köztük Epworth-szel és Tedderrel készített korai felvételek javára, hogy a zene tükrözze azt a nyers érzelmet, amit közvetlenül a szakítása után érzett. A Rubinnal való együttműködéséből mindössze öt dal került fel az albumra: Don’t You Remember, He Won't Go, I’ll Be Waiting, One and Only, valamint a csak az Egyesült Államokban megjelent I Found a Boy című szám. Hetekkel a Rubinnal való közös munka után Adele tudomást szerzett volt szerelmének eljegyzéséről, ami az album utolsó számának, a Someone like You-nak a megkomponálását inspirálta. Adele lemezkiadója kezdetben elégedetlen volt a dal gyér produkciójával, amely Adele hangját és egy zongorát tartalmazta, és azt kérte, hogy a dalt Rubin zenekarával vegyék fel újra. Az énekesnő azonban úgy döntött, hogy megtartja a feldolgozást, és kijelentette, hogy a dal személyes volt számára, és azért írta, hogy „felszabadítsa magát”.

### Cím
„A 21 különbözik a 19-től, ugyanazokról a dolgokról szól, de más megvilágításban. Most már másképp kezelem a dolgokat. Türelmesebb vagyok ... megbocsátóbb és jobban tisztában vagyok a saját hibáimmal ... Azt hiszem, ez a korral jár. Szóval a lemez címe 21 ... Mint egy fotóalbumban, láthatod a fejlődésemet és a változásaimat ... az évek során. Próbáltam más albumcímeket kitalálni, de nem tudtam olyat kitalálni, ami megfelelően reprezentálná az albumot.” — Adele a cím mögött rejlő jelentésről.
Adele először a Rolling in the Deep címet szánta az albumnak, a „roll deep” szlengkifejezés adaptációjaként, amely összefoglalja, hogy mit érez a kapcsolát illetően; az ő szabad fordításában a kifejezés arra utal, hogy van valaki, aki „fedez” és mindig támogat téged. Az énekesnő azonban később úgy ítélte meg, hogy a cím túlságosan zavaró volt egyes hallgatóságának. Bár szerette volna elkerülni a debütálásának számmotívumát, Adele a 21-et tartotta a legmegfelelőbb címnek, mivel az album keletkezésének idején betöltött életkorát reprezentálta, önéletrajzi korrajzként szolgált, és a debütálása óta eltelt személyes érettséget és művészi fejlődést szimbolizálta.

## Zene és inspirációk
A 21 magán hordozza az Adele-t ért hatásokat, melyek 2008-2009-es turnéjának észak-amerikai szakaszán érték őt az An Evening with Adele során. Hosszasan ismerkedett az Egyesült Államok déli részének zenéjével. A turnébusz a Tennessee állambeli Nashville-i születésű sofőrjével tartott gyakori dohányzási szünetek eredményeként megismerkedett a bluegrass és a rockabilly, valamint Garth Brooks, Wanda Jackson, Alison Krauss, Lady Antebellum, Dolly Parton és Rascal Flatts zenéjével. Adele nagyra értékelte a country műfaját, és dicsérte a témák közvetlenségét és a sok általa hallgatott dal egyszerű narratív szerkezetét, amit ő úgy jellemzett, mint a témák közvetlenségét.
Lelkesedését fejezte ki, hogy egyszerűen csak egy új zenei stílust tanul. Bár a 21-et befolyásolta Adele akkori érdeklődése a country zene iránt, hű marad a 19-es Motown hatásaihoz, és gospel és soul zenei áthallásokat is mutat. A blues és a soul felfedezéséhez olyan hangszerek járultak hozzá, mint a szaxofon, a hárfa, a bendzsó és a harmonika. Az énekesnő Mary J. Blige, Kanye West, Elbow, Mos Def, Alanis Morissette, Tom Waits és Sinéad O'Connor zenéjéből merített az album hangzásának művelése során, a zenei rendezés példáiként Yvonne Fair, Andrew Bird, Neko Case és a The Steel Drivers említette.
Adele stílusát a 21 című albumon a kritikusok általában soulként jellemzik, bár egyesek szerint az album kerüli az egyértelmű stílusjegyeket. John Murphy a musicOMH-tól brit soulként jellemzi az albumot. Jon Caramanica a The New York Times-tól azt írta, hogy az album zenéje része a közelmúltbeli brit soul újjáéledésének, amely „a Motown lánybandákig és Dusty Springfieldig visszanyúló stílusokat idézte meg”. Ryan Reed a Paste-től Adele-t „brit alt-soul csodagyereknek” nevezi, az album zenéjét pedig „érzéki, modern pop-noir tájképnek, retró textúrákkal és párkapcsolati drámákkal teletűzdeltnek”. Danyel Smith a Billboardtól úgy véli, hogy Adele zenéjében az északi soul, Aretha Franklin, Sade és Bette Midler hatásai mutatkoznak meg.
Larry Flick a SiriusXM-től a 21-et „poplemeznek nevezte soulos vonásokkal”, míg Allion Stewart, a The Washington Post munkatársa az album eklektikus jellegéről nyilatkozott: „Minden a [21]-en pontosan kalibrálva van, hogy túllépjen a műfajokon, hogy ellenálljon a trendeknek ... Kicsit a country felé hajlik, még inkább az R&B felé.” Mike Spies a Slate-től úgy érvel, hogy a soul zene elválaszthatatlanul kapcsolódik az afroamerikaiak politikai, történelmi és kulturális tapasztalataihoz, és hogy Adele és kortársai, akik távol állnak ettől a társadalmi-kulturális közegtől, csak a tényleges „soul” puszta másolatát tudják nyújtani, annak ellenére, hogy képesek meggyőzően átadni a hangzást.

## Dalok
A mélyen önéletrajzi ihletésű albumon a számok sorrendje az Adele által a szakítás után átélt érzelmek skálájának felel meg, a düh és a keserűség témáitól a magány, a szívfájdalom és a megbánás érzésein át az elfogadásig. A Rolling in the Deep című bosszúdal, az énekesnő saját szavai szerint „sötét, bluesos, gospeles, diszkós dallam”, egy „fuck you” (b*szd meg) formájában íródott volt szerelmének, miután az becsmérlő megjegyzéseket tett rá, hogy gyenge, és hogy az élete nélküle „unalmas, magányos és silány” lenne. A dal első sorai egy visszafogott akusztikus gitárpengetéssel kezdődnek, és már az első sorok megadják az album sejtelmes hangvételét. A dübörgő harci ütemek, a csapkodó ütőhangszerek és a zongora egy drámai, többrétegű refrénné olvad össze, amely felett „Adele hangja terjed, dramatizálva a megfelelő hangszín és szavak keresését, hogy kifejezze megdöbbenését, hogy egy férfi össze merte törni a szívét.” A 21 első kislemeze, a Rolling in the Deep az album hangzását keretező bluesos amerikai zene egyik legszembetűnőbb hatása.
A Rumour Has It, az énekesnő szájbarágós válasza a szakítását övező bántó pletykákra, saját barátai ellen irányult, amiért ők is részt vettek a pletykák terjesztésében. A doo-wop és a Tin Pan Alley blues elemeit ötvöző, ütőhangszeres dal lánycsoportos harmóniákra, zongoraakkordokra, ütemes kick-drumra és handclapsre épül, és az énekesnő „egy 40-es évekbeli, zongorás-vixen lounge-énekesnő.” A stúdióban Tedder a Radiohead I Might Be Wrong című száma által inspirált riffel kísérletezett, a dal drop D hangolását és az amerikai blues hangulatát adta a Rumour Has It lendületének. A Turning Tables című dalban, amely egy családi vitáról szól, az elbeszélő védekező álláspontot foglal el egy manipulatív exszeretővel szemben. Bryan Boyd, a The Irish Times munkatársa az énekesnőt az 1980-as évek walesi rockeréhez, Bonnie Tylerhez hasonlította, mivel a vokált a düh, a fájdalom és a pátosz keverékével adja elő. A Paste magazin szerint a filmszerű vonósok „illő ellenpontként szolgálnak [a dal] szívszorító, üreges szövegéhez.”
A Rick Rubin által producált negyedik szám, a Don’t You Remember, amelyet Adele és Dan Wilson közösen írt, az album témájában változást jelent, a dühtől és a védekezéstől az elmélkedés és a szívfájdalom felé. A downtempo country zenei stílusú ballada, a dal későn került bele az album készítésébe, miután az énekesnő szégyellte, hogy az album során folyamatosan negatívan ábrázolta volt szerelmét. Szövege arra kéri a múltbeli szeretőt, hogy emlékezzen vissza a boldogabb pillanatokra egy mára megszakadt kapcsolat kezdetén. A Don’t You Remember volt Adele számára a legnagyobb kihívást jelentő dal a 21-en. A Set Fire to the Rainben az énekesnő egy problémás kapcsolat ellentmondásos szakaszait vázolja fel, és azzal birkózik, hogy képtelen teljesen elengedni. A gazdag zenekari díszítésekkel, kavargó vonósokkal, crescendókkal és drámai vokális effektekkel hangsúlyozott dal a csúcspontja felé közeledve szöges ellentétben áll az album egyébként visszafogott produkciójával, és a kritikákban a kritikusok pop-rock rockballadaként jellemezték. A teltebb hangzás elérése érdekében Fraser T Smith producer a népszerű „wall of sound” visszhangtechnikát építette be a dal sűrű hangszerelésének keretezésébe.
A hetedik szám, a Take It All, amelyet Francis "Eg" White-tal és Jim Abbiss-szel írtak és vettek fel, mielőtt Adele kapcsolata megromlott, egy zongorás és énekes ballada, amely erősen kölcsönöz a pop, a soul és a gospel stílusából. A 21 kritikájában Matt Collar, az AllMusic munkatársa az album középpontjában álló dalt „instant klasszikusnak” nevezte az And I Am Telling You I'm Not Goinghoz és az All by Myselfhez hasonlóan, valamint „katartikus pillanatnak” hívta a rajongók számára, akik „azonosulnak bálványuk pirruszi szerelmes személyiségével.” A számot az I’ll Be Waiting követi, a második az Epworth által producált két dal közül, amely optimista hangvételével és élénk, lírai dallamával eltér a Rolling in the Deeptól. A főszereplő önmagát hibáztatja egy rosszul sikerült kapcsolatért, kijelenti, hogy türelmesen várni fog szerelme elkerülhetetlen visszatérésére. A dalt Aretha Franklin munkásságához hasonlították „hatalmas énekhangja” miatt a refrénben, míg Tom Townshend az MSN Music-tól a Rolling Stones-szerű „kocsmai gospel”-ként jellemezte a fúvós szekciót.
Bár az album túlnyomórészt az énekesnő tönkrement kapcsolatát dolgozza fel, nem minden dal szólt a volt szerelmének. A hiphop és a kortárs R&B felé bólintó He Won’t Go egy barátja előtt tisztelgett, aki a heroinfüggőséggel küzdött. A kilencedik szám, a One and Only, amelyet gospel-hangzású énekével, orgonájával és kórusával jegyeztek, egy közeli barátjának szólt, aki iránt Adele romantikus érzelmeket táplált. A Lovesong (a The Cure egyik dalának feldolgozása) pedig Adele édesanyjának és barátainak szólt, akikben vigaszt talált, amikor honvágya és magánya támadt a malibui felvételek alatt.
Az albumot a Someone like You című szívfájdító adagio zárja, egy lágy zongoraballada, amely Adele énekét egy ismétlődő zongoradallammal párosítja. Az énekesnő interjúkban úgy jellemezte ezt a dalt, mint a volt szerelméhez való hozzáállásának összegzését az album készítésének végére. A dal szövege a főhősnő kísérletét írja le, ahogyan megpróbálja feldolgozni a szívfájdalmát, miután megtudja, hogy volt szerelme nemrég megházasodott és boldog új életet kezdett. Sean Fennessey a The Village Voice-tól dicsérte az énekesnő árnyalt énekesi teljesítményét a dalban, amely a refrén egyes részeiben „majdnem üvöltésig emelkedik”, majd a refrén után ismét visszanyeri nyugalmát. Az album egyik legelismertebb dala, a Someone like You a lírai mélységéért és visszafogott egyszerűségéért kapott elismerést.

## Kiadás és népszerűsítés

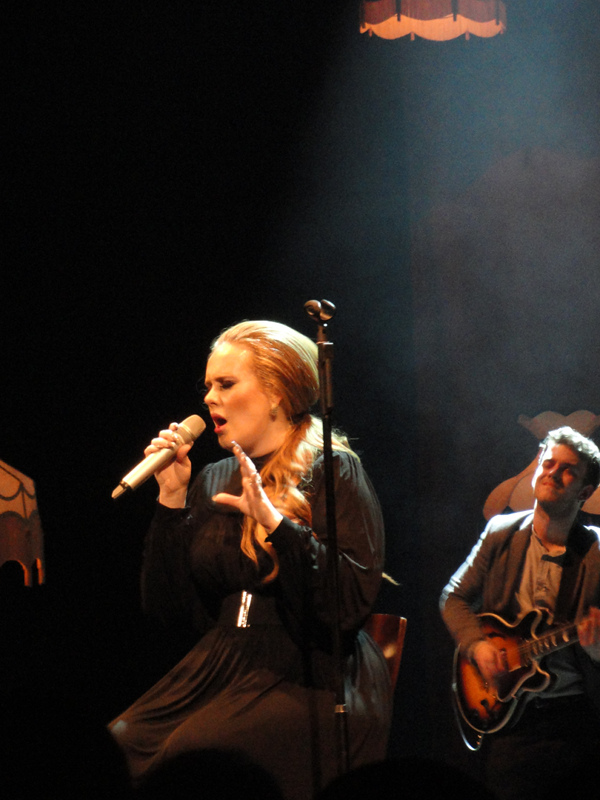
Adele a Someone like You című dalt adja elő 2011-ben egy koncerten a washingtoni Seattle-ben.

A 21 február 22-i észak-amerikai megjelenéséhez a Columbia Records vezetői a long tail (hosszú farok) értékesítési gyakorlatot használták a marketingkampány kialakításához, amely Scott Greer, a Columbia marketingért felelős alelnöke szerint azt jelentette, hogy „egész februárban kritikus tömeget kell létrehozni annak érdekében, hogy elérjük mindazokat, akik megvették a 19-et”. Ennek kulcsa az volt, hogy a lemezcég megkereste az internetes és médiapartnereket, a Vevót, az AOL-t és a VH1-et, hogy kezdjék el népszerűsíteni Adele régi és új dalait. A 21 európai megjelenését megelőző hónapokban Adele promóciós turnéra indult Európa-szerte, 2010. december 9-én fellépett a brit Royal Variety Performance-ban, 2011. január 21-én a The Voice of Holland című énekverseny döntőjében, hat nappal később pedig a BBC Radio 1 Live Lounge című műsorában. 2011. január 24-én, az album brit megjelenésének hetében a londoni Tabernacle Music Hallban a 21 kiválasztott dalaiból adott elő egy akusztikus szettet, amelyet a személyes honlapján élőben közvetítettek. Adele a 2011-es BRIT Awards díjátadó ünnepségen előadta a Someone like You című dalt, ami kimagasló fogadtatásban részesült, és a 19 és a 21 eladásainak növekedését eredményezte.
2010 szeptembere és októbere között Adele egy mini promóciós turnéra indult az Egyesült Államokban, amelynek során megállt New Yorkban és Minneapolisban, valamint exkluzív fellépést adott a híres Los Angeles-i Club Largóban. Bár ekkor még nem használta a Twittert, a Columbia létrehozott egy fiókot, amely az énekesnő személyes blogjára irányította a követőit. Február folyamán Adele személyes oldala „21 Days of Adele” promóciót tartott, amely naponta exkluzív tartalmakat tartalmazott, beleértve egy élő chatet és egy videót, amelyben az énekesnő elmagyarázza az egyes albumszámok inspirációját. A megjelenés hetét számos amerikai nappali és késő esti talkshow-ban való televíziós szereplés is kísérte, például február 18-án a Today Show-ban, február 21-én a Late Show with David Letterman, február 24-én pedig a The Ellen DeGeneres Show és a Jimmy Kimmel Live! című műsorokban. Adele a 2011-es MTV Video Music Awards díjátadón előadta a Someone like You című dalt.
Adele elindult második koncertkörútjára, az Adele: Live keretein belül a 21 című album népszerűsítésére, több mint 60 koncertet tervezve Európa- és Észak-Amerikában. A koncertek pozitív kritikákat kaptak, amelyek közül sokan megjegyezték a show visszafogott jellegét, az énekesnő énekesi teljesítményét és nyitott személyiségét. A visszatérő egészségügyi és hangi problémák azonban a turné menetrendjének számos módosításához vezettek. A turné észak-amerikai szakaszának lemondását a hangszálain fellépő hangszálvérzés okozta. Az énekesnő 2011 novemberében korrekciós hangszálműtéten esett át, és 2012 februárjáig minden nyilvános fellépést lemondott. Adele a Rolling in the Deep című dalt a 2011-es ECHO Awards, a 2012-es Grammy Awards és a 2012-es BRIT Awards díjátadó ünnepségeken adta elő.
A 21-ről összesen öt kislemez jelent meg, köztük négy világszerte. A Rolling in the Deep című első kislemez 2010 novemberében jelent meg, és Hollandiában, Németországban, Belgiumban, Olaszországban és Svájcban a slágerlisták csúcsára került. Ausztriában, Kanadában, Dániában, Írországban, Új-Zélandon és Norvégiában Top 10-es sláger lett. Az Egyesült Királyságban 2011. január 16-án jelent meg, és a második helyen végzett. Az Egyesült Államokban a dal „az elmúlt huszonöt év legsikeresebb crossover felvétele” lett, rekordszámú, 12 különböző Billboard-listán szerepelt (beleértve a Rock Songs chartot, az R&B/Hip-Hop Songs és a Hot Latin Songs chartot). A dal hét egymást követő hetet töltött a Hot 100 lista élén, és az év legjobb és legkelendőbb dalának is minősült.
A Someone like You az erős digitális eladásoknak köszönhetően a 36. helyen debütált a brit kislemezlistán, majd miután a 47. helyre esett vissza, az első helyre emelkedett, amikor az énekesnő előadta a 2011-es BRIT Awards-on. Ausztráliában, Új-Zélandon, Olaszországban, Finnországban, Franciaországban, Svájcban és az Egyesült Államokban is az első helyen végzett. A Set Fire to the Rain volt a harmadik kislemez, amely az Egyesült Államokban, Hollandiában és Belgiumban (Flandria) a kislemezlista élére került, Svájcban, Olaszországban és Ausztriában pedig a Top 5-be. A Rumour Has It című dalt Ryan Tedder a 2012-es Grammy-díjátadón megerősítette, mint az album negyedik és egyben utolsó hivatalos amerikai kislemezét, ami 2012. március 1-jén jelent meg. Egyes országokban a Turning Tables negyedik kislemezként jelent meg. Az ötödik kislemezként jelent meg az amerikai mainstream csatornákon, bár a nem hivatalos megjelenés miatt csak korlátozottan került adásba. Annak ellenére, hogy az I’ll Be Waiting nem jelent meg kislemezként, az amerikai Triple A listán a 29. helyen szerepelt.

## A kritikusok értékelései
A 21 általában pozitív kritikákat kapott a kritikusoktól. A Metacritic-en, amely 100-as slákán értékeli a mainstream kiadványokat, az album 34 kritika alapján átlagosan 76 pontot kapott. A Chicago Tribune-ban Greg Kot a 19-hez képest előrelépésnek ítélte a zenét, és azt írta, hogy „a 21 felerősíti a ritmikus lendületet és a hangszerelés drámaiságát.” Simon Harper a Clash-től azt írta: „[Két év alatt] ... egyértelműen világot látott. Míg a 19 a tinédzserélet viharos hattyúdala volt, a 21 a felnőtt élet realitásait mutatja be, ahol a felnőttkori felelősségek összeütköznek a szívfájdalommal és az érzelmi sebek mélyek.” John Murphy a MusicOMH-tól azt mondta, hogy a lemez osztozik Amy Winehouse Back to Black (2006) című albumán feltárt „fájdalom, szomorúság és düh” témáiban, miközben a 21-et „egy nagy 'szakítós' albumnak, és 2011 első igazán lenyűgöző lemezének” nevezte. Joseph Viney a Sputnikmusic-tól úgy nyilatkozott, hogy a 21 „Aretha Franklin old-school souljának legjobb részeit egyesítette Lauryn Hill pimaszságával és cinikus modern nőiességének érzékével.”
Sean Fennessey a The Village Voice-tól azt írta, hogy az album „egy díva lépteivel és egy díva céljaival rendelkezik. Egy csipetnyi pimaszsággal és rengeteg nagyszerűséggel, ez egy gyakran varázslatos dolog, amely ragaszkodik a fontosságához ... a határvonal itt a melodráma és a pátosz között ostyavékony, és Adele ügyesen lépked rajta. Ez az, ami megkülönbözteti őt kortársaitól a brit fehér lányos r&b-dominancia közepén a 2000-es évekből.” A Q megjegyezte, hogy a „kissé szétszórt minőség ellenére ... a nagyság kínzóan elérhető közelségben van.” A The New York Timesban Jon Pareles méltatta az énekesnő érzelmes hangszínét, Dusty Springfieldhez, Petula Clarkhoz és Annie Lennoxhoz hasonlítva: „[Adele] tud zokogni, zengni és üvölteni, olyan módon, hogy a figyelem inkább a dalra, mint az énekesnőre irányul.” Ryan Reed, a Paste munkatársa úgy tekintett a hangjára, mint „egy reszelős, öregkori, telivér szépségű dologra”, míg Tom Townshend, az MSN Music munkatársa „generációnk legjobb énekesnőjének” nevezte.
Matthew Cole a Slant Magazine-tól kevésbé volt lenyűgözve, mivel úgy vélte, hogy Adele énekhangja elfedte a dalok „unalmasságát”, és szerinte ez a hiba még jobban látszott volna, ha egy gyengébb tehetség adja elő őket. Allison Stewart a The Washington Posttól azt állította, hogy sok szám csak azért figyelemre méltó, „mert Adele énekli őket.” Robert Christgau az MSN Music fogyasztói kalauzában kétcsillagos dicsérő címet adott az albumnak, és azt írta, hogy „egy részemnek tetszik, hogy ez a büszke fehér soul hány albumot adott el, de az a részem győz, amelyik a gyorsakat szereti.”

## Kereskedelmi teljesítmény
A 21 2011. január 30-án az első helyen debütált a brit albumlistán, az első héten 208 000 példányban kelt el. A 21 2011-es listafutása során több egymást követő első helyezést ért el, és a mai napig összesen 23 héten át volt listavezető. 2012 közepére a 21 volt az év legkelendőbb albuma, annak ellenére, hogy 2011 elején jelent meg. A 21 2018 májusáig több mint 5,08 millió példányban kelt el, ezzel 2000 óta a legnagyobb példányszámban eladott album az Egyesült Királyságban. 2018 októberéig az albumból 5,11 millió példányt adtak el, ezzel a második legnagyobb példányszámban eladott stúdióalbum az Egyesült Királyságban, és minden idők negyedik legkelendőbb albuma. A 21 sikere felhívta a figyelmet Adele korábbi munkásságára is. A 19 a brit albumlistán a negyedik helyre emelkedett, és ezzel Adele lett az első élő előadó a The Beatles 1964-es szereplése óta, akinek két brit Top 5-ös albuma és kislemeze is volt egyszerre. Egy héttel később a 19 a 102. listahetén a második helyre emelkedett, ezzel Adele lett az első előadó a The Corrs óta (1999), aki az első két helyet foglalta el a slágerlistán.
Világszerte a 21 az elmúlt évtized legkelendőbb albuma a Nemzetközi Hanglemezipari Szövetség szerint, és több mint 30 országban vezette a slágerlistákat. 2012 júliusában az IFPI tízmillió eladott példányszámot jelző tízszeres platina minősítéssel illette az albumot Európában, ezzel az IFPI Platinum Europe díj 1996-os bevezetése óta a legmagasabb minősítésű album Európában. Az album 35 hétig vezette az ír albumlistát, ami a leghosszabb idő a lista történetében, és több mint 270 000 példányban kelt el. Finnországban 2011 elejétől 2013 nyaráig 124 héten át szerepelt a listákon (11 hétig az élen), majd 2014 elején újra felkerült a listákra, így a 21 minden idők második leghosszabb ideig listavezető albumává vált az országban. A 21 32 hetet töltött az ausztrál ARIA Top 50 Albums Chart első helyén, ebből 10 hetet egymás után. Adele megismételte brit listás rekordját is, amikor egyszerre két kiadványa szerepelt az ARIA album- és kislemezlista első öt helyén. 2012 decemberében bejelentették, hogy a 21 megközelítette az egymilliós eladást Ausztráliában. Ezzel a 21 csak a hetedik album, amely valaha elérte ezt a bravúrt Ausztráliában, és az első Delta Goodrem Innocent Eyes című albuma óta. Az új-zélandi RIANZ Albums Charton a 21 2011 januárjában debütált az első helyen, és 2011-ben 28 hetet töltött a csúcson. Az összesített 38 hét a csúcson a leghosszabb az új-zélandi slágerlisták történetében.
A február 22-én az Egyesült Államokban megjelent 21 a Billboard 200-as lista első helyén debütált 352 000 eladott példányszámmal az első héten. Az album az első 24 héten keresztül a Top 3-ban, rekordot jelentő 39 egymást követő héten keresztül a Top 5-ben, és összesen 84 héten keresztül a Top 10-ben maradt. Ez a kiugró érték Bruce Springsteen Born in the U.S.A. című albumával együtt a második legtöbb hetet töltötte a régióban. A 21 minden idők legkelendőbb digitális albuma lett az Egyesült Államokban, 2012 januárjáig 1,879 millió példányban kelt el. 2012. május 17-én a 21 lett a 29. album 1991 óta, amelyből több mint 9 millió példányt adtak el az Egyesült Államokban, és az első album lett az Egyesült Államokban, amelyből ennyi fogyott, mióta Usher Confessions című albuma 2005-ben elérte a 9 milliós eladást. 2012 novemberére 10 millió példányban kelt el, amit 92 hét alatt ért el, és ezzel az ’N Sync 2001-es No Strings Attached című albuma óta ez volt a leggyorsabban 10 millió példányban elkelt album. 2015 februárjában az album 208 egymást követő hetet, azaz négy évet töltött el a Billboard 200-as listán, és ebből mindössze 24 hetet a Top 100-on kívül.
2020 januárjáig a 21 12 millió példányban kelt el az Egyesült Államokban, ezzel a kilencedik legnagyobb példányszámban eladott album lett a Nielsen Music 1991-es eladási adatai óta, és a 2010-es évtized legkelendőbb albuma. Az album Billboard 200-as listán elért teljesítménye a Billboard által 2015 novemberében elvégzett összesítés szerint a 21 minden idők elsőszámú albumának járó elismerést érdemelte ki a listán. 2017 tavaszán az album megdöntötte a Billboard 200-as listán a női előadó leghosszabb ideig listavezető albuma rekordját, megelőzve Carole King Tapestry című albumát. 2019 februárjában a 21 már 400 nem egybefüggő héten keresztül szerepelt a Billboard 200 albumlistáján. A 21 lett továbbá az első olyan női album, amely 2020 februárjában 450 hetet ért el a Billboard 200-as listán. 2021 februárjában a 21 történelmet írt, mint az első női album, amely elérte az 500 hetet a Billboard 200-as listán. Kanadában a 21 35 hetet töltött az első helyen, és 2012 januárjában a Music Canada gyémánt minősítéssel illette az album 800 000 példányban történő kiszállításáért. A 21 2013 januárjáig több mint 1,489 millió példányban kelt el, ezzel a harmadik legkelendőbb album lett Kanadában, amióta a Nielsen SoundScan követi az eladásokat.

## Elismerések

### Ranglisták
A 21 minden idők legsikeresebb albuma lett a Billboard Top 200 Albums of All Time listáján. A 21 számos év végi best-of listán szerepelt. A Metacritic a 21-et a második helyre sorolta a 2011-es év legjobban fogadott lemezeit tartalmazó listáján, a kiadványok év végi listáin való szereplés alapján. Az albumot az Associated Press, a The Austin Chronicle, az Entertainment Weekly, a Star Tribune, a Digital Spy, az MSN Music, a New York Daily News, a Rolling Stone, a TIME magazin és a USA Today szerkesztői az év legjobb albumának választották. A Billboard kritikusai az év első számú albumának választották, míg a skót Daily Record, az Amazon és a Rhapsody szerkesztői szintén az első helyre sorolták az albumot. Az album a második helyen szerepelt az MTV 2011 legjobb albumait tartalmazó listáján, valamint a The Boston Globe, a The Hollywood Reporter és a Toronto Sun által készített listáin is. Az American Songwriter, a Q, a Los Angeles Times, a Clash és a The Washington Post által készített listákon az első 10-ben szerepelt. A Rolling in the Deep rendre előkelő helyen szerepelt a különböző év végi összessített listákon, a The Village Voice Pazz and Jop tömeges kritikai szavazásán az év legjobb dalának választották.
2012-ben a Rolling Stone a hatodik helyre sorolta az albumot a „Women Who Rock: The 50 Greatest Albums of All Time” listáján. A Billboard 2015 januárjában a 21-et a 2010-es évek (eddigi) harmadik legjobb albumának nevezte. Az album bekerült az 1001 lemez, amit hallanod kell, mielőtt meghalsz című könyvbe is. 2019-ben a Rolling Stone, a Consequence of Sound, a Cleveland.com és a Paste a 2010-es évek 8., 19., 47., illetve 55. legjobb albumának nevezte meg. A Consequence of Sound a 2010-es évek ötödik legjobb popalbumának is nevezte. 2020-ban a Rolling Stone Minden idők 500 legjobb albuma listáján a 137. helyre került. A Consequence of Sound a hetedik helyre sorolta a „Minden idők 10 legjobb második albuma” listáján. A 21 kereskedelmi sikere hatékonyan alakította át Adele imázsát kékszemű soul énekesnő-dalszerzőből globális popjelenséggé. Az Entertainment Weekly a 2011-es évet reprezentáló lemeznek tekintette a 2020-as „30 alapvető album az elmúlt 30 évből” listáján.

### Díjak
Az albumot jelölték a 2011-es Barclaycard Mercury Prize-ra, de PJ Harvey Let England Shake című albumával szemben alulmaradt. 2011 novemberében Adele három American Music Awards-díjat nyert, köztük a 21 című albumával a Kedvenc Pop/Rock Album kategóriában a 2011-es American Music Awards-on. A 2012-es Billboard Music Awards-on az énekesnőt húsz kategóriában jelölték, és rekordot jelentő tizenkettőt nyert, köztük a Top Billboard 200 Album és a Top Pop Album a 21-ért, valamint a Top Streaming Song (Audio) a Rolling in the Deepért. 2013 májusában Adele öt jelölést kapott a 2013-as Billboard Music Awards-on, köztük két egymást követő évben a Top Billboard 200 Album és a Top Pop Album kategóriákban a 21-ért, ez utóbbit meg is nyerte.
Az album hét Grammy-díjat hozott Adele-nek, 2012 februárjában az 54. Grammy-gálán a 21-gyel Az év albuma és A legjobb popalbum, a Rolling in the Deep című dalért Az év felvétele, Az év dala és A legjobb videóklip, a Someone like You című dalért pedig A legjobb szóló popénekes teljesítményért járó Grammy-díjat nyerte el. Emellett producere, Paul Epworth nyerte el Az év producere, nem klasszikus díjat. Adele, aki 2009-ben A legjobb új előadónak járó díjat is elnyerte, mindössze a második előadó és az első nő a történelemben, aki mind a négy általános nagy Grammy-kategóriát elnyerte. Christopher Cross 1981-ben érte el ezt a bravúrt, amikor négy díjat nyert. A Grammy történetében ő csupán a nyolcadik művész, aki egy este alatt hat vagy annál több díjat nyert, és beállította a női előadók között Beyoncé 2010-ben felállított rekordját.
Győzelmével Adele mindössze a hatodik előadó lett, aki egy éjszaka alatt megnyerte a „Grammy hármas koronáját”. 23 évesen ő volt akkoriban a legfiatalabb előadó, akinek ez sikerült. Ezt a rekordot később Billie Eilish döntötte meg 18 évesen, miközben 2020-ban egy éjszaka alatt „négy nagy” Grammyt nyert. Emellett Adele csupán a második női szólóelőadó volt, akinek ez sikerült, Carole King 1972-es teljesítménye után, és csak a második brit előadó Eric Clapton után (1993). 2013 februárjában az album harmadik kislemezének, a Set Fire to the Rainnek a Live at the Royal Albert Hall című koncertalbumon szereplő élő előadásával elnyerte A legjobb szóló popénekesnek járó Grammy-díjat az 55. Grammy-díjátadón, ezzel ő lett az első előadó, aki egymás után nyer ebben a kategóriában. A 21 2012. február 21-én a 2012-es BRIT Awards-on Az év brit albuma lett. A 2012-es Juno Awards-on Az év nemzetközi albuma díjat is elnyerte.
| Év   | Esemény                                 | Kategória                                                                                                | Eredmény | Forr.   |
| ---- | --------------------------------------- | --- | -------- | ------- |
| 2011 | American Music Awards                   | Kedvenc pop/rock album                                                                                   | Elnyerte | [ 194 ] |
| 2011 | AIM Independent Music Awards            | A legjobb "nehéz" második album                                                                          | Elnyerte | [ 195 ] |
| 2011 | Danish Music Awards                     | Az év nemzetközi albuma                                                                                  | Elnyerte | [ 196 ] |
| 2011 | GAFFA Awards                            | A legjobb külföldi album                                                                                 | Elnyerte | [ 197 ] |
| 2011 | Independent Music Companies Association | Az év európai független albuma                                                                           | Elnyerte | [ 198 ] |
| 2011 | Mercury Prize                           | Az év albuma                                                                                             | Jelölve  | [ 199 ] |
| 2011 | MOBO Awards                             | A legjobb album                                                                                          | Jelölve  | [ 200 ] |
| 2011 | Soul Train Music Awards                 | Az év albuma                                                                                             | Jelölve  | [ 201 ] |
| 2011 | Urban Music Awards                      | A legjobb album                                                                                          | Jelölve  | [ 202 ] |
| 2012 | Billboard Music Awards                  | Top Billboard 200 Album                                                                                  | Elnyerte | [ 203 ] |
| 2012 | Billboard Music Awards                  | Top Pop Album                                                                                            | Elnyerte | [ 203 ] |
| 2012 | Brit Awards                             | Az év brit albuma                                                                                        | Elnyerte | [ 204 ] |
| 2012 | ECHO Music Awards                       | Az év albuma                                                                                             | Elnyerte | [ 205 ] |
| 2012 | Fryderyk                                | A legjobb nemzetközi album                                                                               | Elnyerte | [ 206 ] |
| 2012 | Grammis Awards                          | A legjobb nemzetközi album                                                                               | Elnyerte | [ 207 ] |
| 2012 | Grammy Awards                           | Az év albuma                                                                                             | Elnyerte | [ 208 ] |
| 2012 | Grammy Awards                           | A legjobb popalbum                                                                                       | Elnyerte | [ 208 ] |
| 2012 | Guinness World Records                  | Az első album a brit slágerlisták történetében, amely egy naptári év alatt elérte a hárommilliós eladást | Elnyerte | [ 209 ] |
| 2012 | Guinness World Records                  | A legtöbb egymást követő héten át (11) listavezető női szólóalbum az Egyesült Királyságban               | Elnyerte | [ 209 ] |
| 2012 | Guinness World Records                  | A legtöbb kumulatív héten át (18) listavezető női szólóalbum az Egyesült Királyságban                    | Elnyerte | [ 209 ] |
| 2012 | Guinness World Records                  | A legnagyobb példányszámban eladott digitális album az Egyesült Királyságban                             | Elnyerte | [ 210 ] |
| 2012 | Guinness World Records                  | Legnagyobb példányszámban eladott digitális album az Egyesült Államokban                                 | Elnyerte | [ 210 ] |
| 2012 | Ivor Novello Awards                     | Az év albuma                                                                                             | Jelölve  | [ 211 ] |
| 2012 | Juno Awards                             | Az év nemzetközi albuma                                                                                  | Elnyerte | [ 212 ] |
| 2012 | People’s Choice Awards                  | Az év kedvenc albuma                                                                                     | Jelölve  | [ 213 ] |
| 2012 | Premios Oye!                            | A legjobb angol album                                                                                    | Elnyerte | [ 214 ] |
| 2013 | Billboard Music Awards                  | Top Billboard 200 Album                                                                                  | Jelölve  | [ 215 ] |
| 2013 | Billboard Music Awards                  | Top Pop Album                                                                                            | Elnyerte | [ 215 ] |
| 2014 | World Music Awards                      | A világ legjobb albuma                                                                                   | Jelölve  | [ 216 ] |

## Hatása és öröksége
Az album sikerét a kultúrákon átívelő vonzerejének köszönheti, amely a pop, a felnőtt kortárs és az R&B különböző műfajainak, valamint a különböző generációk és zenei korszakok rajongóit is megszólította. Sasha Frere-Jones, a The New Yorker munkatársa szerint az album sikere az Egyesült Államokban a célközönségének tulajdonítható - vagyis „a középkorú anyukáknak ... a demográfiai csoportnak, amely az amerikai választásokról dönt”. A kritikusok szerint az album visszafogott zenei produkciója és viszonylagos mesterkéltségének hiánya feltűnő eltérés a mainstream zeneipar „bombasztikus színjátékától”. Ethan Smith, a The Wall Street Journal munkatársa úgy vélte, hogy Adele „szándékosan nem hivalkodó” természete, telt alakja és „minden nő” vonzereje jövedelmező piaci rést biztosított számára, míg az a tendencia, hogy „a tartalomra helyezi a hangsúlyt a stílus helyett”, az „Anti-Lady Gagává” tette őt. Guy Adams, a The Independent munkatársa úgy vélte, hogy a 21 sikere a kereskedelmi siker hagyományosabb megközelítésének újbóli megjelenését jelzi:
A mai lemezvásárló közönség számára kétféleképpen lehet észrevétetni magunkat. Az első ... a rengeteg hype és az egyre abszurdabb ruhatárválasztás körül forog. A második ... magabiztosságot igényel, hogy hagyd, hogy a zenéd beszéljen... Meglepő módon, figyelembe véve az előítéleteket arról, hogy Amerika állítólag jobban kedveli a stílust, mint a tartalmat, úgy tűnik, hogy a két értékesítési technika közül a második az, ami jobban működik.
A 21 megjelenésével a kritikusok Adele-t a brit soul zene új fáklyavivőjeként kezdték emlegetni, amely Duffy, Joss Stone, Amy Winehouse és Lily Allen révén jutott el az amerikai mainstreambe. Bár ezeknek a művészeknek a kezdeti népszerűsége a 2000-es évek elején arra ösztönözte a médiát, hogy a „brit invázió új hullámát” hirdesse, Joseph Viney a Sputnikmusic-tól úgy látta, hogy későbbi hiányuk lehetőséget adott Adele-nek, hogy „az Egyesült Királyság vezető női szólóénekeseként érvényesítse igényét”. John Murphy a MusicOMH-tól úgy nyilatkozott, hogy az album „időszerű emlékeztető arra, hogy a brit soul nem vesztette el a varázsát”. Richard Russell, az XL Recordings indie kiadó alapítója arról beszélt, hogy a 21 kvázi szubverzivitását a slágerlisták uralmának köszönheti. A 21-et „majdnem politikai és egyfajta radikális” sikerként jellemezve Russell kijelentette, hogy a trükkök hiánya Adele zenéjében aláássa azt a széles körben elterjedt felfogást, hogy a női előadóknak meghatározott testtípusoknak kell megfelelniük, vagy zenéjüket indokolatlan szexuális képekkel kell átitatniuk a siker érdekében.
Az album utólag széleskörű kritikai elismerést kapott. A Stereogum azt írta, hogy a 21 megalapozta Adele-t „a pop királyi családjának” tagjává, és az albumot „a történelem egyik nagyszerű, ellenálló szakítóalbumának” nevezte, míg a Pitchfork azért dicsérte az albumot, mert „bebetonozta az örökségét, mint olyan művész, aki egyszer a generációban mérföldkövet tudott alkotni a zenéjéből”. Az Atwood Magazine Frank Ocean Blonde című albumához hasonlította az albumot és megjegyezte, hogy mindkét album „becsúszhatna olyan nagyok katalógusába, mint Amy Winehouse és Aretha Franklin”, Adele-t pedig „a 21. század egyik legmegragadóbb dalszerzőjének” nevezte. Az NME a 21-et „szívszorító popklasszikusként” jellemezte, és tovább hangsúlyozta, hogy „olyan klasszikus, ami az idő próbáját is kiállja”. A The Recording Academy Adele rekordokat döntögető eredményeit és hatását magyarázó cikkében azt írta, hogy „rengeteg album ért el érzelmi igazságokat; kevés olyan tartós, mint a 21”, és továbbá megjegyezte, hogy a 21 „2021-ben is ugyanúgy rezonál a közönségre, mint 2011-ben”. A Junkee és a Consequence of Sound is elismerte, hogy az album megújította a popzenét, meghirdette „az elérhető pop új korszakát”, és inspirálta a művészek új generációját.

### Kereskedelmi hatás
Adele Guinness-rekordot állított fel azzal, hogy ő lett az első női előadó, akinek egyszerre két kislemeze és két albuma is bekerült az Egyesült Királyság Top 5-ós listájára. A 21 lett továbbá az első olyan album a brit slágerlisták történetében, amelynek eladásai egy naptári év alatt elérték a hárommillió példányt, és rekordot állított fel a legtöbb egymást követő héten első helyen álló brit listavezető album (női szólóalbum) tekintetében (11 hét), valamint a legtöbb összesített első helyen töltött hét (női szólóalbum) tekintetében az Egyesült Királyságban. A 21-et a Brit Hanglemezgyártók Szövetsége 16-szoros platina minősítéssel látta el, 4 500 000 darabos kiszállítás után. Emellett ez a legtöbbet letöltött album az Egyesült Királyság történetében, a 21. század legnagyobb példányszámban eladott albuma az Egyesült Királyságban, és minden idők negyedik legjobban fogyó albuma az Egyesült Királyságban. A 21 sikere által Adele lemezkiadójának, az XL Recordingsnak a vagyona egy év alatt 3 millió fontról 32 millió fontra emelkedett.
A 21-gyel Adele lett az első nő, akinek szólóelőadóként egyszerre három kislemeze is a Billboard Hot 100 top 10-es listáján szerepelt. Emellett ő lett az első női előadó, aki egyszerre két kiadványa is a Billboard 200 és a Hot 100 Top 5-ös mezőnyében tudott elhelyezkedni. 2012. június 14-én a 21 című album 24. hete vezette az amerikai albumlistát, ami a leghosszabb idő, mióta Prince Purple Rain című lemeze 1985-ben 24 héten keresztül vezette a listát. Az album egyben a leghosszabb ideig listavezető brit stúdióalbum (a filmzenék és együttesek nélkül), a leghosszabb ideig listavezető női szólóalbum az Egyesült Államokban (megelőzve Whitney Houston The Bodyguard (soundtrack) című albumát), és a SoundScan-korszakban a leghosszabb ideig listavezető lemez. Az album 24 egymást követő héten keresztül a második helyen állt.
A 21-nek tulajdonítják a 2012-es év első negyedévi albumeladásainak megmentését az Egyesült Államokban. A 21 nélkül 2012 első negyedéve 3,4%-kal maradt volna el 2011 első negyedévétől. A 21 több példányban kelt el 2012 első negyedévében, mint bármelyik album 2005 óta, és a No Doubt 1997-es Tragic Kingdom című albuma óta a legrégebbi album, amely az év első negyedévében a legjobban fogyó album volt. 2012. november 28-án az Amerikai Hanglemezgyártók Szövetsége (RIAA) gyémánt minősítést adott neki, miután csak az Egyesült Államokban több mint 10 millió példányban kelt el; ez az első album, amely a 2010-es években jelent meg, és gyémánt minősítést kapott. 2012 decemberében bejelentették, hogy a 21 két egymást követő évben is a legjobban fogyó album volt az iTunes-on.
A 21 2011-ben és 2012-ben is a legkelendőbb album volt az Egyesült Államokban és Kanadában, annak ellenére, hogy már több mint egyéves. Ez az első olyan album, amely két egymást követő évben is a legkelendőbb album lett, mióta Michael Jackson Thriller című albuma 1983 és 1984-ben teljesített hasonlóan. Annak ellenére, hogy több mint egy éve jelent meg, a 21 2012-ben több példányban kelt el, mint a 2006 és 2010 közötti évek legkelendőbb albumai az adott évben. Emellett egyike annak a négy albumnak a Nielsen SoundScan-korszakban, amelyből két naptári évben is több mint 4 millió példányt adtak el. E sikereknek köszönhetően a Billboard a második egymást követő évben Adele-t nyilvánította az év előadójának, így ő az első női szóló előadó, aki kétszer is megkapta ezt a kitüntetést.
2013 februárjában a 21 két teljes évet töltött a Billboard 200-as albumlistán, és soha nem került a 35. helynél alább. Ezzel a 21 az elmúlt 10 év legkelendőbb albuma lett, és az ötödik legkelendőbb album, amely 2000 januárja óta jelent meg. 2013 márciusában, miután Adele Oscar-díjat nyert a Skyfallért, az album ismét a Billboard 200 Top 10-es mezőnyébe került. Ez volt az album 81. hete a Top 10-ben. Csak két másik album töltött el ennyi időt a Top 10-ben: a Born in the U.S.A. és a The Sound of Music. 2013 novemberében bejelentették, hogy a 21 lett az első album, amelyből hárommillió digitális példányt adtak el az Egyesült Államokban, és hogy az album a 13. legjobban fogyó album összességében az Egyesült Államokban, amióta a Nielsen SoundScan 1991-ben elkezdte nyomon követni az eladásokat.
2019 novemberében a Billboard a 21-et a 2010-es évek legkelendőbb albumának nevezte. 2019 decemberében a 21-et az Official Charts Company az évtized legkelendőbb albumaként mutatta be, 5,17 millió eladással. 2020 januárjában a 21-et a 2010-es évek legnagyobb példányszámban eladott albumának hirdették ki Ausztráliában. 2021 decemberében bejelentették, hogy a 21 az első olyan női album, amely egy teljes évtizedet töltött a Billboard 200-as albumlistán.

## Az albumon szereplő dalok listája
| 21 – Standard kiadás | 21 – Standard kiadás | 21 – Standard kiadás                                                                      | 21 – Standard kiadás | 21 – Standard kiadás | 21 – Standard kiadás | 21 – Standard kiadás | 21 – Standard kiadás | 21 – Standard kiadás | 21 – Standard kiadás |
|                      | Cím                  | Szerző(k)                                                                                 | Producer(ek)         | Hossz                |                      |                      |                      |                      |                      |
| -------------------- | -------------------- | ----------------------------------------------------------------------------------------- | -------------------- | -------------------- | -------------------- | -------------------- | -------------------- | -------------------- | -------------------- |
| 1.                   | Rolling in the Deep  | Adele Adkins Paul Epworth                                                                 | Epworth              | 3:49                 |                      |                      |                      |                      |                      |
| 2.                   | Rumour Has It        | Adkins Ryan Tedder                                                                        | Tedder               | 3:43                 |                      |                      |                      |                      |                      |
| 3.                   | Turning Tables       | Adkins Tedder                                                                             | Jim Abbiss           | 4:10                 |                      |                      |                      |                      |                      |
| 4.                   | Don’t You Remember   | Adkins Dan Wilson                                                                         | Rick Rubin           | 4:03                 |                      |                      |                      |                      |                      |
| 5.                   | Set Fire to the Rain | Adkins Fraser T. Smith                                                                    | Smith                | 4:01                 |                      |                      |                      |                      |                      |
| 6.                   | He Won’t Go          | Adkins Epworth                                                                            | Rubin                | 4:37                 |                      |                      |                      |                      |                      |
| 7.                   | Take It All          | Adkins Francis White                                                                      | Abbiss               | 3:48                 |                      |                      |                      |                      |                      |
| 8.                   | I’ll Be Waiting      | Adkins Epworth                                                                            | Epworth              | 4:01                 |                      |                      |                      |                      |                      |
| 9.                   | One and Only         | Adkins Wilson Greg Wells                                                                  | Rubin                | 5:48                 |                      |                      |                      |                      |                      |
| 10.                  | Lovesong             | Robert Smith Laurence Tolhurst Simon Gallup Boris Williams Pearl Thompson Roger O’Donnell | Rubin                | 5:16                 |                      |                      |                      |                      |                      |
| 11.                  | Someone like You     | Adkins Wilson                                                                             | Wilson Adkins        | 4:47                 |                      |                      |                      |                      |                      |
| 48:01                |                      |                                                                                           |                      |                      |                      |                      |                      |                      |                      |

| 21 – iTunes bónuszdal | 21 – iTunes bónuszdal | 21 – iTunes bónuszdal | 21 – iTunes bónuszdal | 21 – iTunes bónuszdal | 21 – iTunes bónuszdal | 21 – iTunes bónuszdal | 21 – iTunes bónuszdal | 21 – iTunes bónuszdal | 21 – iTunes bónuszdal |
|                       | Cím                   | Szerző(k)             | Producer(ek)          | Hossz                 |                       |                       |                       |                       |                       |
| --------------------- | --------------------- | --------------------- | --------------------- | --------------------- | --------------------- | --------------------- | --------------------- | --------------------- | --------------------- |
| 12.                   | I Found a Boy         | Adkins                | Rubin                 | 3:37                  |                       |                       |                       |                       |                       |
| 51:40                 |                       |                       |                       |                       |                       |                       |                       |                       |                       |

| 21 – iTunes előrendelés bónuszdal | 21 – iTunes előrendelés bónuszdal   | 21 – iTunes előrendelés bónuszdal | 21 – iTunes előrendelés bónuszdal | 21 – iTunes előrendelés bónuszdal | 21 – iTunes előrendelés bónuszdal | 21 – iTunes előrendelés bónuszdal | 21 – iTunes előrendelés bónuszdal | 21 – iTunes előrendelés bónuszdal | 21 – iTunes előrendelés bónuszdal |
|                                   | Cím                                 | Szerző(k)                         | Producer(ek)                      | Hossz                             |                                   |                                   |                                   |                                   |                                   |
| --------------------------------- | ----------------------------------- | --------------------------------- | --------------------------------- | --------------------------------- | --------------------------------- | --------------------------------- | --------------------------------- | --------------------------------- | --------------------------------- |
| 13.                               | Rolling in the Deep (live acoustic) | Adkins Epworth                    | Epworth                           | 4:07                              |                                   |                                   |                                   |                                   |                                   |
| 52:10                             |                                     |                                   |                                   |                                   |                                   |                                   |                                   |                                   |                                   |

| 21 – UK, Tajvan, Lengyelország és Bulgária limitált kiadás bónuszdalai | 21 – UK, Tajvan, Lengyelország és Bulgária limitált kiadás bónuszdalai | 21 – UK, Tajvan, Lengyelország és Bulgária limitált kiadás bónuszdalai | 21 – UK, Tajvan, Lengyelország és Bulgária limitált kiadás bónuszdalai | 21 – UK, Tajvan, Lengyelország és Bulgária limitált kiadás bónuszdalai | 21 – UK, Tajvan, Lengyelország és Bulgária limitált kiadás bónuszdalai | 21 – UK, Tajvan, Lengyelország és Bulgária limitált kiadás bónuszdalai | 21 – UK, Tajvan, Lengyelország és Bulgária limitált kiadás bónuszdalai | 21 – UK, Tajvan, Lengyelország és Bulgária limitált kiadás bónuszdalai | 21 – UK, Tajvan, Lengyelország és Bulgária limitált kiadás bónuszdalai |
|                                                                        | Cím                                                                    | Szerző(k)                                                              | Producer(ek)                                                           | Hossz                                                                  |                                                                        |                                                                        |                                                                        |                                                                        |                                                                        |
| ---------------------------------------------------------------------- | ---------------------------------------------------------------------- | ---------------------------------------------------------------------- | ---------------------------------------------------------------------- | ---------------------------------------------------------------------- | ---------------------------------------------------------------------- | ---------------------------------------------------------------------- | ---------------------------------------------------------------------- | ---------------------------------------------------------------------- | ---------------------------------------------------------------------- |
| 12.                                                                    | If It Hadn’t Been for Love                                             | Mike Henderson Chris Stapleton                                         | Rodaidh McDonald                                                       | 3:08                                                                   |                                                                        |                                                                        |                                                                        |                                                                        |                                                                        |
| 13.                                                                    | Hiding My Heart                                                        | Tim Hanseroth                                                          | McDonald                                                               | 3:28                                                                   |                                                                        |                                                                        |                                                                        |                                                                        |                                                                        |
| 54:39                                                                  |                                                                        |                                                                        |                                                                        |                                                                        |                                                                        |                                                                        |                                                                        |                                                                        |                                                                        |

| 21 – Japán kiadás bónuszdalai | 21 – Japán kiadás bónuszdalai      | 21 – Japán kiadás bónuszdalai | 21 – Japán kiadás bónuszdalai | 21 – Japán kiadás bónuszdalai | 21 – Japán kiadás bónuszdalai | 21 – Japán kiadás bónuszdalai | 21 – Japán kiadás bónuszdalai | 21 – Japán kiadás bónuszdalai | 21 – Japán kiadás bónuszdalai |
|                               | Cím                                | Szerző(k)                     | Producer(ek)                  | Hossz                         |                               |                               |                               |                               |                               |
| ----------------------------- | ---------------------------------- | ----------------------------- | ----------------------------- | ----------------------------- | ----------------------------- | ----------------------------- | ----------------------------- | ----------------------------- | ----------------------------- |
| 12.                           | I Found a Boy                      | Adkins                        | Rubin                         | 3:37                          |                               |                               |                               |                               |                               |
| 13.                           | Turning Tables (live acoustic)     | Adkins Tedder                 | Abbiss                        | 4:20                          |                               |                               |                               |                               |                               |
| 14.                           | Don’t You Remember (live acoustic) | Adkins Wilson                 | Rubin                         | 4:18                          |                               |                               |                               |                               |                               |
| 15.                           | Someone like You (live acoustic)   | Adkins Wilson                 | Wilson Adkins                 | 5:14                          |                               |                               |                               |                               |                               |
| 65:32                         |                                    |                               |                               |                               |                               |                               |                               |                               |                               |

| 21 – Deluxe kiadás bónuszlemez | 21 – Deluxe kiadás bónuszlemez                                                        | 21 – Deluxe kiadás bónuszlemez                      | 21 – Deluxe kiadás bónuszlemez | 21 – Deluxe kiadás bónuszlemez | 21 – Deluxe kiadás bónuszlemez | 21 – Deluxe kiadás bónuszlemez | 21 – Deluxe kiadás bónuszlemez | 21 – Deluxe kiadás bónuszlemez | 21 – Deluxe kiadás bónuszlemez |
|                                | Cím                                                                                   | Szerző(k)                                           | Producer(ek)                   | Hossz                          |                                |                                |                                |                                |                                |
| ------------------------------ | ------------------------------------------------------------------------------------- | --------------------------------------------------- | ------------------------------ | ------------------------------ | ------------------------------ | ------------------------------ | ------------------------------ | ------------------------------ | ------------------------------ |
| 12.                            | Need You Now (Darius Rucker közreműködésével, live at CMT Artists of the Year Awards) | Dave Haywood Charles Kelley Hillary Scott Josh Kear |                                | 3:55                           |                                |                                |                                |                                |                                |
| 13.                            | Someone like You (live acoustic)                                                      | Adkins Wilson                                       | Wilson Adkins                  | 5:14                           |                                |                                |                                |                                |                                |
| 14.                            | Turning Tables (live acoustic)                                                        | Adkins Tedder                                       | Abbiss                         | 4:20                           |                                |                                |                                |                                |                                |
| 15.                            | Don’t You Remember (live acoustic)                                                    | Adkins Wilson                                       | Rubin                          | 4:18                           |                                |                                |                                |                                |                                |
| 65:50                          |                                                                                       |                                                     |                                |                                |                                |                                |                                |                                |                                |

Megjegyzések
- A Lovesong egy The Cure-feldolgozás.
- Az If It Hadn’t Been for Love egy The SteelDrivers-feldolgozás.
- A Hiding My Heart egy Brandi Carlile-feldolgozás.
- A Need You Now egy Lady Antebellum-feldolgozás.

## Közreműködők
Adaptálva az AllMusic-ról és a 21 albumjegyzetéből.
Produkciós csapat
- Jim Abbiss – producer és hangkeverés (3, 7)
- Adele – design, producer (11)
- Philip Allen – hangmérnök (11)
- Beatriz Artola – mérnök (5)
- Phillip Broussard Jr. – mérnök asszisztens (4, 6, 9, 10)
- Lindsay Chase – produkciós koordinátor (4, 6, 9, 10)
- AJ Clark – mérnök asszisztens (2)
- Tom Coyne – maszterelés
- Ian Dowling – hangkeverés (3, 7)
- Lauren Dukoff – fotográfia
- Tom Elmhirst – hangkeverés (1, 2, 8, 11)
- Paul Epworth – producer (1, 8)
- Greg Fidelman – mérnök (4, 6, 9, 10)
- Sara Lyn Killion – mérnök asszisztens (4, 6, 9, 10)
- Phil Lee – design
- Dana Nielsen – vágó, Pro Tools
- Dan Parry – hangkeverő asszisztens (1, 2, 8, 11), hangmérnök (2)
- Steve Price – húrmérnök (5)
- Mark Rankin – mérnök (1, 8)
- Rick Rubin – producer (4, 6, 9, 10)
- ésrew Scheps – hangkeverés (4, 6, 9, 10)
- Isabel Seeliger-Morley – mérnök asszisztens (5)
- Fraser T Smith – producer és hangkeverés (5)
- Ryan Tedder – producer, mérnök, programozás és arranger (2)
- Dan Wilson – producer (11)

Zene
- Adele Adkins – vokálok
- Jo Allen – hegedű (5)
- Stephanie Bennett – hárfa (4, 6, 9, 10)
- Jerrod Bettis – dobok és akusztikus gitár (2)
- Rachel Stephanie Bolt – húros hangszerek (3)
- Natalie Bonner –  hegedű (5)
- Harry Brown – Franciakürt és trombita (8)
- David Campbell – vonós hangszerelések (4, 6, 9, 10)
- Ray Carless – tenor szaxofon (1, 8)
- Carmen Carter – kórus (4, 6, 9, 10)
- Lenny Castro – Ütős hangszer (4, 6, 9, 10)
- Stephanie Cavey -  hegedű (5)
- Neil Cowley – zongora (1, 3, 7, 8)
- Caroline Dale – húros hangszerek (3)
- David Daniels – húros hangszerek (3)
- Rosie Danvers – vonós hangszerelések és hegedű (5)
- Chris Dave – dobok (4, 6, 9, 10)
- Chris Elliot – vonós hangszerelések (3)
- Paul Epworth – basszusgitár, akusztikus gitár, elektromos gitár, ütős hangszer, és háttérvokál (1, 8)
- Jimmy Gilstrap – kórus (4, 6, 9, 10)
- David Hidalgo – harmonika és bendzsó (4, 6, 9, 10)
- Smokey Hormel – gitár (4, 6, 9, 10)
- Patrick Kiernan – húros hangszerek (3)
- Boguslaw Kostecki – húros hangszerek (3)
- Peter Lale – húros hangszerek (3)
- Noel Langley – trumpet (1, 8)
- Chris Laurence – húros hangszerek (3)
- Julian Leaper – húros hangszerek (3)
- Rita Manning – húros hangszerek (3)
- Eleanor Mathieson –  hegedű (5)
- Stephen Morris – húros hangszerek (3)
- Jane Oliver - húros hangszerek (5)
- Emma Owens - húros hangszerek (5)
- Pino Palladino – basszus (4, 6, 9, 10)
- Tom Pigott-Smith – húros hangszerek (3)
- Ruston Pomeroy –  hegedű (5)
- Hayley Pomfrett –  hegedű (5)
- Josef Powell – kórus (4, 6, 9, 10)
- James Poyser – zongora (4, 6, 9, 10)
- Jenny Sacha –  hegedű (5)
- Kotono Sato –  hegedű (5)
- Jackie Shave – húros hangszerek (3)
- Lucy Shaw - húros hangszerek (5)
- Emlyn Singleton – húros hangszerek (3)
- Ash Soan – dobok (5)
- Fraser T Smith – basszusgitár és zongora (5)
- Amy Stanford - húros hangszerek (5)
- Matt Sweeney – gitár (4, 6, 9, 10)
- Leo Taylor – dobok (1, 8)
- Ryan Tedder – elektromos gitár, basszus, zongora, Hammond B3, dobok, és húros hangszerek (2)
- Ben Thomas – akusztikus és elektromos gitár (8)
- Cathy Thompson – húros hangszerek (3)
- Julia Tillman Waters – kórus (4, 6, 9, 10)
- Carmen Twillie – kórus (4, 6, 9, 10)
- Lorna Maxine Waters – kórus (4, 6, 9, 10)
- Oren Waters – kórus vezető (4, 6, 9, 10)
- Bruce White – húros hangszerek (3)
- Dan Wilson – zongora (11)
- The Wired Strings – húros hangszerek (5)
- Chris Worsey – húros hangszerek (3)
- Terry Young – kórus (4, 6, 9, 10)
- Warren Zielinski – húros hangszerek (3)

## Helyezések
| Lista (2011–2012)                             | Legjobb helyezés |
| --------------------------------------------- | ---------------- |
| Argentína (CAPIF)                             | 1                |
| Ausztrália (ARIA Top 50 Albums)               | 1                |
| Ausztria (Ö3 Austria Top 40)                  | 1                |
| Belgium (Ultratop Flandria)                   | 1                |
| Belgium (Ultratop Vallónia)                   | 1                |
| Brazília (ABPD)                               | 1                |
| Csehország (IFPI)                             | 1                |
| Dánia (Hitlisten Album Top 40)                | 1                |
| Dél-Afrika (RiSA)                             | 1                |
| Egyesült Királyság (UK Albums Chart)          | 1                |
| Egyesült Királyság (UK Independent Albums)    | 1                |
| Egyesült Királyság (Scottish Albums)          | 1                |
| Finnország (Musiikkituottajat Albumit Top 50) | 1                |
| Franciaország (SNEP Album Top 100)            | 1                |
| Görögország (IFPI)                            | 1                |
| Hollandia (Dutch Charts Album Top 100)        | 1                |
| Horvátország (HDU)                            | 1                |
| Írország (IRMA Top 100 Artist Album)          | 1                |
| Japán (Oricon)                                | 4                |
| Kanada (Billboard Canadian Albums Chart)      | 1                |
| Lengyelország (ZPAV Album Top 50)             | 1                |
| Magyarország (MAHASZ Top 40 albumlista)       | 1                |
| Mexikó (Top 100 Mexico)                       | 1                |
| Németország (Offizielle Top 100)              | 1                |
| Norvégia (VG-lista Album Top 40)              | 1                |
| Olaszország (FIMI Album Top 20)               | 1                |
| Oroszország                                   | 2                |
| Portugália (AFP Top 30 Albums)                | 3                |
| Spanyolország (PROMUSICAE Top 100 Álbumes)    | 2                |
| Svájc (Schweizer Hitparade Top 100 Albums)    | 1                |
| Svédország (Sverigetopplistan Top 60 Albums)  | 1                |
| Szlovénia                                     | 1                |
| Új-Zéland (Recorded Music NZ Top 40 Albums)   | 1                |
| USA Billboard 200                             | 1                |

| Lista (2021)                       | Legjobb helyezés |
| ---------------------------------- | ---------------- |
| USA Independent Albums (Billboard) | 3                |

| Lista (All-time)            | Helyezés |
| --------------------------- | -------- |
| Írország Női Albumok (IRMA) | 1        |
| UK Albumok (OCC)            | 4        |
| USA Billboard 200           | 1        |
| USA Billboard 200 (Nők)     | 1        |

| Lista (2010–2019)                | Helyezés |
| -------------------------------- | -------- |
| Ausztrália (ARIA)                | 1        |
| Hollandia (Album Top 100)        | 1        |
| Kanada (Billboard)               | 1        |
| Németország (Offizielle Top 100) | 4        |
| Norvégia (VG-lista)              | 1        |
| UK Albumok (OCC)                 | 1        |
| UK Vinyl Albumok (OCC)           | 67       |
| USA Billboard 200                | 1        |

### Év végi összesített listák
| Lista (2011)                           | Helyezés |
| -------------------------------------- | -------- |
| Argentína (CAPIF)                      | 10       |
| Ausztrália (ARIA)                      | 1        |
| Ausztria (Ö3 Austria)                  | 2        |
| Belgium (Ultratop Flanders)            | 1        |
| Belgium (Ultratop Wallonia)            | 1        |
| Brazília (ABPD)                        | 8        |
| Kanada (Billboard)                     | 1        |
| Dánia (Hitlisten)                      | 2        |
| Hollandia (Album Top 100)              | 1        |
| Finnország (Suomen virallinen lista)   | 1        |
| Franciaország (SNEP)                   | 1        |
| Németország (Offizielle Top 100)       | 1        |
| Magyarország (MAHASZ)                  | 33       |
| Írország (IRMA)                        | 1        |
| Olaszország (FIMI)                     | 4        |
| Mexikó (Top 100 Mexico)                | 5        |
| Új-Zéland (RMNZ)                       | 1        |
| Lengyelország (ZPAV)                   | 1        |
| Dél-Afrika (RiSA)                      | 1        |
| Spanyolország (PROMUSICAE)             | 5        |
| Svédország (Sverigetopplistan)         | 2        |
| Svájc (Schweizer Hitparade)            | 1        |
| UK Albums (OCC)                        | 1        |
| USA Billboard 200 (Billboard)          | 1        |
| Világszerte (IFPI Global Music Report) | 1        |

| Lista (2012)                           | Helyezés |
| -------------------------------------- | -------- |
| Argentína (CAPIF)                      | 1        |
| Ausztrália (ARIA)                      | 3        |
| Ausztria (Ö3 Austria)                  | 1        |
| Belgium (Ultratop Flanders)            | 1        |
| Belgium (Ultratop Wallonia)            | 1        |
| Brazília (ABPD)                        | 6        |
| Kanada (Billboard)                     | 1        |
| Dánia (Hitlisten)                      | 5        |
| Hollandia (Album Top 100)              | 1        |
| Finnország (Suomen virallinen lista)   | 1        |
| Franciaország (SNEP)                   | 1        |
| Németország (Offizielle Top 100)       | 3        |
| Magyarország (MAHASZ)                  | 6        |
| Írország (IRMA)                        | 7        |
| Olaszország (FIMI)                     | 2        |
| Japán Hot Albumok (Billboard Japan)    | 78       |
| Japán (Oricon)                         | 35       |
| Mexikó (Top 100 Mexico)                | 2        |
| Új-Zéland (RMNZ)                       | 1        |
| Lengyelország (ZPAV)                   | 1        |
| Oroszország (2M)                       | 4        |
| Spanyolország (PROMUSICAE)             | 4        |
| Svédország (Sverigetopplistan)         | 15       |
| Svájc (Schweizer Hitparade)            | 1        |
| UK Albums (OCC)                        | 2        |
| USA Billboard 200 (Billboard)          | 1        |
| Világszerte (IFPI Global Music Report) | 1        |

| Lista (2013)                     | Helyezés |
| -------------------------------- | -------- |
| Argentína (CAPIF)                | 39       |
| Ausztrália (ARIA)                | 60       |
| Ausztria (Ö3 Austria)            | 63       |
| Belgium (Ultratop Flanders)      | 8        |
| Belgium (Ultratop Wallonia)      | 32       |
| Kanada (Billboard)               | 21       |
| Dánia (Hitlisten)                | 48       |
| Hollandia (Album Top 100)        | 23       |
| Németország (Offizielle Top 100) | 100      |
| Magyarország (MAHASZ)            | 35       |
| Olaszország (FIMI)               | 51       |
| Új-Zéland (RMNZ)                 | 18       |
| Svédország (Sverigetopplistan)   | 93       |
| Svájc (Schweizer Hitparade)      | 15       |
| UK Albums (OCC)                  | 72       |
| US Billboard 200                 | 21       |

| Lista (2014)                | Helyezés |
| --------------------------- | -------- |
| Belgium (Ultratop Flanders) | 33       |
| Belgium (Ultratop Wallonia) | 108      |
| Hollandia (Album Top 100)   | 98       |
| Új-Zéland (RMNZ)            | 42       |
| US Billboard 200            | 76       |

| Lista (2015)                         | Helyezés |
| ------------------------------------ | -------- |
| Ausztrália (ARIA)                    | 32       |
| Hollandia (Album Top 100)            | 26       |
| Olaszország (FIMI)                   | 89       |
| Új-Zéland (RMNZ)                     | 35       |
| Dél-Koreai Nemzetközi Albumok (Gaon) | 17       |
| Svédország (Sverigetopplistan)       | 38       |
| UK Albums (OCC)                      | 45       |
| US Billboard 200                     | 74       |

| Lista (2016)                         | Helyezés |
| ------------------------------------ | -------- |
| Ausztrália (ARIA)                    | 29       |
| Kanada (Billboard)                   | 25       |
| Dánia (Hitlisten)                    | 43       |
| Hollandia (Album Top 100)            | 27       |
| Új-Zéland (RMNZ)                     | 31       |
| Dél-Koreai Nemzetközi Albumok (Gaon) | 10       |
| Svédország (Sverigetopplistan)       | 32       |
| Svájc (Schweizer Hitparade)          | 49       |
| UK Albums (OCC)                      | 47       |
| US Billboard 200                     | 24       |

| Lista (2017)                         | Helyezés |
| ------------------------------------ | -------- |
| Ausztrália (ARIA)                    | 26       |
| Dánia (Hitlisten)                    | 75       |
| Hollandia (Album Top 100)            | 55       |
| Új-Zéland (RMNZ)                     | 16       |
| Dél-Koreai Nemzetközi Albumok (Gaon) | 27       |
| Svédország (Sverigetopplistan)       | 40       |
| US Billboard 200                     | 107      |

| Lista (2018)                         | Helyezés |
| ------------------------------------ | -------- |
| Ausztrália (ARIA)                    | 87       |
| Izland (Plötutíóindi)                | 69       |
| Dél-Koreai Nemzetközi Albumok (Gaon) | 55       |
| Svédország (Sverigetopplistan)       | 59       |
| US Billboard 200                     | 179      |

| Lista (2019)                   | Helyezés |
| ------------------------------ | -------- |
| Ausztrália (ARIA)              | 90       |
| Belgium (Ultratop Flanders)    | 75       |
| Izland (Plötutíóindi)          | 76       |
| Svédország (Sverigetopplistan) | 75       |
| US Billboard 200               | 158      |

| Lista (2020)                   | Helyezés |
| ------------------------------ | -------- |
| Ausztrália (ARIA)              | 92       |
| Belgium (Ultratop Flanders)    | 79       |
| Hollandia (Album Top 100)      | 58       |
| Svédország (Sverigetopplistan) | 80       |
| UK Albums (OCC)                | 98       |
| US Billboard 200               | 132      |

| Lista (2021)                   | Helyezés |
| ------------------------------ | -------- |
| Ausztrália (ARIA)              | 57       |
| Belgium (Ultratop Flanders)    | 40       |
| Belgium (Ultratop Wallonia)    | 141      |
| Dánia (Hitlisten)              | 54       |
| Hollandia (Album Top 100)      | 31       |
| Svédország (Sverigetopplistan) | 38       |
| UK Albums (OCC)                | 49       |
| US Billboard 200               | 198      |

| Lista (2022)                   | Helyezés |
| ------------------------------ | -------- |
| Ausztrália (ARIA)              | 76       |
| Belgium (Ultratop Flanders)    | 37       |
| Belgium (Ultratop Wallonia)    | 130      |
| Dánia (Hitlisten)              | 60       |
| Hollandia (Album Top 100)      | 23       |
| Litvánia (AGATA)               | 68       |
| Svédország (Sverigetopplistan) | 51       |
| UK Albums (OCC)                | 79       |
| US Billboard 200               | 164      |

| Lista (2023)              | Helyezés |
| ------------------------- | -------- |
| Hollandia (Album Top 100) | 14       |
| UK Albums (OCC)           | 61       |
| US Billboard 200          | 163      |

| Lista (2024)                   | Helyezés |
| ------------------------------ | -------- |
| Ausztrália (ARIA)              | 95       |
| Belgium (Ultratop Flanders)    | 25       |
| Belgium (Ultratop Wallonia)    | 86       |
| Dánia (Hitlisten)              | 57       |
| Hollandia (Album Top 100)      | 13       |
| Izland (Tónlistinn)            | 51       |
| Svédország (Sverigetopplistan) | 25       |
| UK Albums (OCC)                | 85       |

## Minősítések és eladási adatok
| Régió | Minősítés   | Eladott példányszám |
| --- | ----------- | ------------------- |
| Argentína (CAPIF) | 4× platina  | 160 000^            |
| Ausztrália (ARIA) | 17× platina | 1,190,000           |
| Ausztria (IFPI Austria) | platina     | 20 000*             |
| Belgium (BEA) | 6× platina  | 180 000*            |
| Brazília (Pro-Música Brasil) | 3× gyémánt  | 480 000‡            |
| Kanada (Music Canada) | 2× gyémánt  | 1 600 000‡          |
| Chile | 2× platina  | 40,000              |
| Colombia | arany       |                     |
| Dánia (IFPI Denmark) | 11× platina | 220 000‡            |
| Finnország (Musiikkituottajat) | 2× platina  | 83,234              |
| Franciaország |             | 1,740,000           |
| Németország (BVMI) | 8× platina  | 1 600 000^          |
| Görögország (IFPI Greece) | platina     | 6 000^              |
| Magyarország (MAHASZ) | platina     | 6 000^              |
| Izland |             | 4,000               |
| Írország (IRMA) | 18× platina | 270,000             |
| Izrael | platina     | 40,000              |
| Olaszország (FIMI) | 9× platina  | 450 000‡            |
| Japán (RIAJ) | arany       | 100 000^            |
| Hollandia (NVPI) | 4× platina  | 411,000             |
| Új-Zéland (RMNZ) | 17× platina | 255 000^            |
| Norvégia (IFPI Norway) | platina     | 30 000*             |
| Lengyelország (ZPAV) | 2× gyémánt  | 200 000*            |
| Portugália (AFP) | 2× platina  | 30 000^             |
| Oroszország (NFPF) | platina     | 10 000*             |
| Dél-Afrika |             | 90,000              |
| Dél-Korea |             | 11,583              |
| Spanyolország (PROMUSICAE) | 5× platina  | 300 000^            |
| Svédország (GLF) | 3× platina  | 120 000‡            |
| Svájc(IFPI Switzerland) | 7× platina  | 210 000^            |
| Egyesült Királyság (BPI) | 18× platina | 5,358,000           |
| Egyesült Államok (RIAA) | 14× platina | 14,000,000          |
| Venezuela |             | 10,000              |
| Összesítés |             |                     |
| Európa (IFPI) | 10× platina | 10 000 000*         |
| Világszerte |             | 31,000,000          |
| * Eladási példányszámok kizárólag a minősítés alapján. ^ Kiszállítási példányszámok kizárólag a minősítés alapján. ‡ Eladási+streaming példányszámok kizárólag a minősítés alapján. |             |                     |

## Megjelenési történet
| Régió              | Megjelenés        | Formátum                 | Kiadó       |
| ------------------ | ----------------- | ------------------------ | ----------- |
| Japán              | 2011. január 19.  | CD digitális letöltés    | Hostess     |
| Németország        | 2011. január 21.  | CD digitális letöltés    | XL          |
| Írország           | 2011. január 21.  | CD digitális letöltés    | XL          |
| Ausztrália         | 2011. január 24.  | CD digitális letöltés    | XL          |
| Ausztria           | 2011. január 24.  | CD digitális letöltés    | XL          |
| Finnország         | 2011. január 24.  | CD digitális letöltés    | XL          |
| Hollandia          | 2011. január 24.  | CD digitális letöltés    | XL          |
| Svájc              | 2011. január 24.  | CD digitális letöltés    | XL          |
| Egyesült Királyság | 2011. január 24.  | CD Limitált kiadás       | XL          |
| Lengyelország      | 2011. január 24.  | CD Limitált kiadás       | XL          |
| Franciaország      | 2011. január 24.  | CD digitális letöltés LP | XL          |
| Egyesült Államok   | 2011. február 22. | CD digitális letöltés LP | Columbia    |
| Kanada             | 2011. február 22. | CD digitális letöltés LP | Columbia    |
| Mexikó             | 2011. április 5.  | CD digitális letöltés    | Sony Mexico |
| Kína               | 2013. március 7.  | CD                       | Starsing    |

## Fordítás
- Ez a szócikk részben vagy egészben  a(z)   21 (Adele album) című angol Wikipédia-szócikk fordításán alapul.  Az eredeti cikk szerkesztőit annak laptörténete sorolja fel. Ez a jelzés csupán a megfogalmazás eredetét és a szerzői jogokat jelzi, nem szolgál a cikkben szereplő információk forrásmegjelöléseként.